# James Holbeck
Pas d'image ? Cliquez ici

a Compétitions nationales et continentales officielles uniquement.

b Matchs officiels uniquement.
Dernière mise à jour le 2 juillet 2025.
James Holbeck, né le 10 juillet 1973 à Ipswich (Australie), est un joueur de rugby à XV qui a joué avec l'équipe d'Australie. Il évoluait au poste de trois-quarts centre.

## Carrière

### En club
Après une très bonne saison en 1997, James Holbeck cesse de jouer pendant quatre ans à cause de blessures à une épaule et au dos. Il revient au plus haut niveau en 2001 avant de mettre un terme à sa carrière cette même année, après un test match contre les Lions britanniques, toujours en raison de problèmes de santé.

### En équipe nationale
James Holbeck joue avec l'équipe d'Australie des moins de 21 ans en 1994.
Il dispute son premier test match le 5 juillet 1997 contre l'équipe de Nouvelle-Zélande. Son dernier test match fut contre les Lions britanniques, le 14 juillet 2001.

## Palmarès
- 7 test matchs avec l'équipe d'Australie